# Lamborghini Lanzador
Lamborghini Lanzador — концептуальный электромобиль, разработанный итальянской компанией Lamborghini. Изначально его производство планировалось в 2028 году, однако позже оно было перенесено на 2029 год.

## Описание
Lamborghini Lanzador был представлен 18 августа 2023 года на выставке Pebble Beach Concours d'Elegance. Представляет собой купе, похожее на внедорожник 2+2 со значительным дорожным просветом.
Lanzador — первый полностью электрический автомобиль компании Lamborghini.

## Технические характеристики
Lamborghini Lanzador оснащён двумя электродвигателями, которые расположены на обеих осях. Заявленная суммарная мощность составляет 1359 л. с.